# دلارام وکیلی
دلارام وکیلی (متولد ۲ مرداد ۱۳۷۰ در تهران) بازیکن بسکتبال اهل ایران است. وی بازیکن تیم‌ملی بسکتبال ایران است و به همراه این تیم در اولین تورنمنت رسمی بین‌المللی بعد از انقلاب ۱۳۵۷ در مسابقات غرب آسیا ۲۰۱۹ در اردن شرکت کرد و به مدال برنز رسید.  در سال ۱۳۹۵ وی به همراه دلارام وکیلی، سعیده علی، گلاره کاکاون‌پور، سحر نجفی و آزاده معینی با هزینه شخصی به نمایندگی از ایران در تورنمنت بسکتبال سه نفره ترکمنستان زیر نظر فدراسیون جهانی شرکت کرد و موفق به کسب پیروزی در مقابل قزاقستان نیز شدند. وی در رده باشگاهی به مقام قهرمانی لیگ برتر رسیده است.

## افتخارات
در سطح باشگاهی
- قهرمانی لیگ برتر: سال ۱۳۹۴ (به همراه گاز تهران)[۹]
- نایب قهرمانی لیگ برتر: سال ۱۳۹۳ (به همراه گاز تهران)[۱۰]، سال ۱۴۰۰‌ (به همراه گروه بهمن)
- سومی لیگ برتر: سال ۱۳۹۷ (به همراه گروه بهمن)[۱۱]، سال ۱۳۹۱ (به همراه گاز تهران)[۱۲]، سال ۱۳۹۰ (به همراه گاز تهران)[۱۳]

در سطح ملی
- غرب آسیا: سومی سال [۴]۲۰۱۹